# Hamburger Börse
La Hamburger Börse est une bourse fondée en 1558 dans la ville de Hambourg, place importante de la Ligue hanséatique, sous la forme d'une bourse de commerce, peu avant la Bourse de Brême. 
C'est la plus ancienne bourse en Allemagne. Quatre différents marchés existent maintenant sous sa tutelle, parmi lesquels l'assurance, les céréales, le café.

## Histoire
Jusqu'au XVIe siècle, les marchands de Hambourg se sont réunis généralement au vieux port Alster, sur une place entourée des maisons d'autres courtiers, pour partager des informations commerciales ou réaliser des échanges. En 1517 les marchands du Conseil se voient accorder le droit d'élire un conseil d'administration. Les marchands jouant un rôle dans le commerce maritime souhaitaient un centre commercial fixe comme lieu de rencontre avec les marchands nationaux et étrangers. En 1558, le Conseil de Hambourg a établi une zone de 400 mètres carrés, en face de l'ancien conseil municipal, pour y créer une Bourse organisée.
Au 17e siècle , le commerce était réglementé, avec des systèmes de médiation entre les marchands, et juste à côté de la bourse se trouvait le bâtiment de la Chambre de commerce de Hambourg. Les marchandises et les échantillons apportés étaient nombreux, et rejoints par la négociation des valeurs mobilières, qui a augmenté et a même été interdite en 1720 par le Sénat, qui avait fait savoir depuis un certain temps qu'il désapprouvait la « fièvre des actions ».
Au début du XVIIIe siècle, 600 personnes s'y trouvaient réunies pour les heures de négociation, et vers 1830 on pouvait compter 4 000 visiteurs. Ensuite le commerce hambourgeois est devenu encore plus important et les marchands devaient faire avec le manque d'espace de plus en plus criant dans les rues adjacente, ce qui a amené le Sénat en 1821 à élaborer un plan pour construire une nouvelle Bourse, qui a été achevée en décembre 1841.
La Hamburger Börse se montre particulièrement active à la fin des années 1850, après la création de la Darmstädter und Nationalbank (1853) et de la Norddeutscher Lloyd (1857), jouant le rôle d'intermédiaire entre Londres ou Paris. Dès 1856, c'est « la place où se suivaient le plus d'intrigues, où se négociaient le plus d'affaires secrètes d'argent », raconte Capefigue, un contemporain. Céréales et café y sont aussi négociés. Le bâtiment boursier, le plus ancien d'Allemagne, construit en 1840 par Wimmet et Forsmann sur l'ex-couvent Maria-Magdalenen est agrandi en 1859, 1880 et 1909. En 1886, l'hôtel de ville fut édifié à l'arrière. Mais le Reichstag, en 1896, proscrit le registre de Bourse en général et les marchés à terme, contribuant au déclin des bourses de Berlin, Breslau, Francfort, Hambourg, et Munich.
Dans les années 1860, la Hamburger Börse est le plus important client de l'Agence Reuters à l'extérieur de l'Angleterre. Tous les jours, elle reçoit les prix des marchés de  New York vers trois heures de l'après-midi, et les salariés de Reuters, dans leur uniforme gris, distribuent les télégrammes partout dans la Bourse.
À la fin du 19e siècle , Hambourg avait une part importante du commerce total du café, en rivalité avec Le Havre et New York. La Bourse du café avait son siège à Sandtorkai, au milieu du magasin de café. Après cette période d'apogée, la négociation à terme a cessé au début de la Première Guerre mondiale jusqu'à sa reprise en 1925. Au cours de cette année, des contrats à terme ont été lancés à Hambourg, pour les métaux, le sucre et le caoutchouc. 
Les Bourses allemandes, celle de Hambourg comme les autres, ont souffert durablement du Krach du 13 mai 1927 à la Bourse de Berlin, qui a vu l'indice boursier Office statistique du Reich (de) chuter de 31,9% en une journée (de 204 points à 139 points), deux ans avant le Krach de 1929, après avoir progressé de 182,8% en 16 mois.
Après une forte baisse à la fin des années 1920, la Grande Dépression a conduit en 1931 à la fermeture temporaire des marchés de Hambourg. Puis en 1933, le marché boursier a perdu son indépendance pendant la période du national - socialisme. En 1951, le négoce des actions et autres titres a repris.
Le marché du café de la Hamburger Börse a été fermé pendant quinze ans, de 1940 à 1955. Le marché de l'assurance à la Hamburger Börse, en plus de sa structure différente de celui du Lloyd à Londres, en fait la seule bourse organisée du marché dans ce secteur. L'acquisition de contrats d'assurance existait depuis la fondation de la Hamburger Börse en 1558, pour les opérations de change. Avant la scission du marché de l'assurance du marché boursier général en 1977, cette activité était l'une des plus importantes à Hambourg.